# Rapidus
Rapidus株式会社（ラピダス、英語: Rapidus Corporation）は、日本の東京都千代田区に本社を置く半導体メーカーである。
2022年（令和4年）8月10日に個人株主12人により設立され、設立時の代表取締役社長はウエスタンデジタル日本法人の社長を務めた小池淳義、取締役会長に東京エレクトロン前社長の東哲郎が就任した。同年10月31日に日本の大手企業8社から73億円の出資を受けた。工場は北海道千歳市に建設中であり、2027年3月にプロセス・ルールが2nm以下の先端ロジック半導体の開発・量産を行うことを目指しており、そのための経済産業省の研究開発委託先として同年11月11日に採択されている。
社名はラテン語で「速い」を意味し、社長の小池淳義が命名した。ロゴマークは富士山をイメージしている。

## 概要
日本の半導体産業は1990年代以降に凋落したが、半導体が経済・社会のデジタル化を支え、安全保障上も重要であるとの認識が2020年代にかけて高まり、各国は性能向上と自国および友好国内での生産を重視するようになった。第2次岸田内閣が2022年（令和4年）6月7日に発表した骨太の方針の中で、次世代先端技術の開発を行う民間企業への支援を検討することや、2020年代後半に次世代半導体の設計・製造基盤を確立することなどが盛り込まれた。
また、ラピダス設立の後、10月3日の第210回国会における岸田文雄首相の所信表明演説の中で、デジタルトランスフォーメーション（DX）に対して官民の投資を促し、日米連携による次世代半導体の技術開発・量産化を進めていくと表明していた。経済産業省は、5月に合意した日米の半導体協力基本原則に基づいた両国間での共同研究を見据え、次世代半導体研究を行う組織として「最先端半導体技術センター（LSTC）」を設立することを決定している。これにより研究開発拠点としてのLSTC、将来的な量産製造拠点としてのRapidus、両輪での日本の次世代半導体量産基盤の構築を目指すとしている。
2022年の半導体不足に伴う補正予算によって、経済産業省および新エネルギー・産業技術総合開発機構（NEDO）が公募を行ったポスト5G通信システムの基盤強化に関する先端半導体開発委託事業に応募し、11月8日に採択された。これにより、政府から700億円の支援を受けることとなった。
2022年（令和4年）12月13日、IBMとの提携を発表。この時点では大量生産技術の確立していないGAAトランジスタプロセス（2nm世代プロセス）製品の製造技術をライセンス購入することとなった。IBMは前年2nm製品の開発に成功していたが、自社では半導体の大規模生産は行っておらず、技術のライセンス供与先を探していた。微細化技術を生かした製品開発では、韓国のサムスン電子が2022年にGAAトランジスタプロセス（3nm世代プロセス）で量産を開始、台湾の最大手台湾積体電路製造（TSMC）は2025年にGAAトランジスタプロセス（2nm世代プロセス）の量産化を発表しており、先行企業を追いかけることとなった。
2023年（令和5年）に入ると、工場設立に向けた動きを開始し、2023年（令和5年）2月21日には、北海道千歳市の工業団地「千歳美々ワールド」に65ha（ヘクタール）の用地を借り受け第一工場設置を決定。そして、9月1日に当地において第一工場の起工式が行われ、工事が開始された。当面の目標は、2025年4月までに工場の建設を完了し、試作プロセスの稼働が目標であるとされている。
2024年12月25日にはオランダASML社製のEUVL装置が納入され、2025年4月30日に設置工事が完了した。2025年4月度より、後工程の工事が開始されており、最終的には2027年までに前工程（IIM）から後工程（RCS）を完備した量産体制を確立することを目標に掲げている。

## 歴史

### 2020年代
2022年
- 8月10日：創業個人株主12人で設立[2]。
- 10月31日：大手企業8社（トヨタ自動車、デンソー、ソニーグループ、日本電信電話、NEC、ソフトバンクグループ、キオクシア、三菱UFJ銀行）が合計73億円を出資[2]。
- 12月6日：Interuniversity Microelectronics Centre（imec）と協力覚書（MOC）を締結[16][17][18]。
- 12月13日：IBMと共同開発パートナーシップを締結[19][20]。

2023年
- 2月28日：第一工場の建設地を北海道千歳市に決定[21]。
- 4月25日：政府が2022年度第2次補正予算から2600億円の補助を決定[22]
- 9月1日：第一工場（IIM-1）の起工式を開催[23][24][25]。

#### 2024年
- 1月22日：千歳市に進出した[26]。
- 2月27日：ジム・ケラーが社長を務めるカナダのAIチップ企業テンストレント(Tenstorrent)との協業を発表[27][28]。テンストレントはRapidusが公表した初の顧客となった[29]。また、テンストレントとは2024年2月に日本政府がラピダスの最先端半導体の設計や先端装置・素材技術の研究開発を担う技術研究組合最先端半導体技術センター[30]（LSTC）に最大450億円を支援すると発表しており、その枠組みの中での協業となる。そして、テンストレントはRISC-Vでの次世代AIチップの生産開発を委託することを発表した[31]。
- 4月2日：経済産業省はラピダスに最大5900億円を追加支援すると発表。既に決まっている3300億円の補助をあわせると、支援額は累計1兆円近くに達する[32]。
- 4月11日：アメリカ合衆国カリフォルニア州シリコンバレーで新会社ラピダス・デザイン・ソリューションズを設立したと発表。アンリ・リシャールが社長に就任した。アメリカIT大手への売り込みのほか、顧客の要望に合わせた半導体をつくるためのソフトウェアやデザインの技術者の確保をめざす[33]。
- 6月5日：北海道大学と包括連携協定を締結[34]。
- 10月3日：セイコーエプソン株式会社千歳事業所内に後工程の研究開発機能を設置[35]。
- 12月11日：米シノプシスは半導体設計期間の短縮で、同ケイデンス・デザイン・システムズとは人工知能、高性能コンピューティング向けの半導体設計で協業すると発表[36]。

#### 2025年
- 3月25日：半導体の設計支援や人材派遣を手がけるシンガポールQuest Globalと協業すると発表[37]。
- 6月23日：シーメンスの子会社シーメンスデジタルインダストリーズソフトウェアとの間で、2nm世代以降の半導体設計／製造プロセスに関する戦略的協業を締結したと発表[38]。
- 7月18日：IIM-1にて2nmノード GAAトランジスタの動作を確認したと報告[39]。